# 16062 Buncher
16062 Buncher este un asteroid din centura principală de asteroizi.

## Descriere
16062 Buncher este un asteroid din centura principală de asteroizi. A fost descoperit pe 14 iulie 1999 la Socorro, New Mexico, în cadrul proiectului LINEAR. Asteroidul prezintă o orbită caracterizată de o semiaxă mare de 2,30 ua, o excentricitate de 0,06 și o înclinație de 9,5° în raport cu ecliptica.